# Joseph-Étienne Letellier de Saint-Just
Pour l’article homonyme, voir Saint-Just.
Joseph-Étienne Letellier de Saint-Just (25 février 1879-7 juillet 1939) est un bijoutier et homme politique fédéral et municipal du Québec.

## Biographie
Né à Saint-David-de-Lévis dans la région de Chaudière-Appalaches, il fait ses études à l'Académie Saint-Jean-Baptiste de Lac-Mégantic. En 1901, il devint inspecteur officiel du Chemin de fer Québec Central et du Canadien Pacifique. Il entama sa carrière politique en devenant conseiller et maire de la municipalité de Lac-Mégantic pendant neuf ans. Il fut également directeur de la Chambre de commerce de cette communauté.
Élu député du Parti libéral du Canada dans la circonscription fédérale de Compton en 1925, il fut réélu en 1926. En 1930, il est défait par le conservateur Samuel Gobeil. Il décède à l'âge de 60 ans.